# بنو جهير
بنو جهير أو آل جهير كانوا عائلة أنتجت العديد من كبار المسؤولين الحكوميين الذين خدموا في أوقات مختلفة كل من العباسيين والسلاجقة. والأمر الأكثر أهمية هو أنهم سيطروا على الوزارة العباسية لمدة 50 عامًا تقريبًا خلال النصف الثاني من القرن الحادي عشر ثم في السنوات الأولى من القرن الثاني عشر.

## التاريخ
كان أول عضو في بني جهير يكتسب شهرة هو فخر الدولة، الذي وُلد في الموصل عام 1007 م لعائلة تجارية ثرية. كانت مسيرته السياسية الأكثر تنوعًا بين أفراد عائلته، حيث خدم خمس سلالات حاكمة مختلفة خلال مسيرته الطويلة. ذهب في الأصل إلى خدمة العقيليين الذين حكموا الموصل في ذلك الوقت قبل أن يغادر بعد وفاة قرواش بن المقلد عام 1049 م. إذ ذهب إلى حلب، حيث أصبح في وقت ما وزيرًا لأمير المرداسيين معز الدولة ثمال، قبل أن ينضم في النهاية إلى بلاط المروانيين في ميافارقين. وفي عام 1062 م، عُين فخر الدولة وزيرًا للخليفة العباسي القائم (بدلاً من ابن دارست غير الكفء)، بعد فترة قصيرة من التأثير عليه بالهدايا والمال؛ ولا بد أن القدرة الإدارية التي أظهرها في ميافارقين ساعدته في قضيته أيضًا.
استمرت فترة ولاية فخر الدولة الأولى كوزير حتى عزله عام 1067 م عقابًا له على تجاوزه لمنصبه. ومع ذلك، أُعيد تعيينه بعد أربعة أشهر فقط. عند هذه النقطة، بدأ عميد الدولة (ابن فخر الدولة) أيضًا في لعب دور مهم في الحكومة وتزوج أيضًا ابنة الوزير السلجوقي القوي نظام الملك. أشرف بنو جهير على الحداد الرسمي بعد وفاة السلطان السلجوقي ألب أرسلان عام 1072 م، بالإضافة إلى التبادل الاحتفالي لقسم الولاء وأردية الشرف بين الخليفة والسلطان الجديد ملك شاه الأول. عندما كان القائم على فراش الموت، حث حفيده وخليفته المقتدي على إبقاء فريق الأب والابن في مناصبهم الرسمية، قائلًا إنه لا يعرف مرشحين أفضل لهذه الوظيفة منهم. اتبع المقتدي نصيحة جده، واحتفظ بنو جهير بمناصبهم.
في عام 1077 م، اندلعت أعمال شغب مميتة في بغداد بين فصيلي الحنابلة والأشعرية في المدينة، حيث كان الحنابلة تيارًا أصوليًّا متشددًا عندما وصل أبو نصر بن الأستاذ أبي القاسم القشيري إلى المدينة ليصبح محاضرًا في المدرسة النظامية بالمدينة. أثناء أعمال الشغب، تعرضت حياة نجل نظام الملك مؤيد الملك للخطر. ألقى نظام الملك باللوم على فخر الدولة في الأمر برمته، وفي عام 1078 م أرسل ممثله جوهر عين إلى الخليفة للمطالبة بإزالة فخر الدولة. رفض المقتدي في البداية الطلب، ولكن بعد أن هدد جوهر عين باستخدام القوة، اضطر إلى الامتثال، حيث هدّد بهدم الخلافة العباسية إن لم يستجب، وكان العباسيون يفتقرون إلى جيش خاص بهم وكانوا عاجزين عن مقاومة تدخل السلاجقة.
ردّ عميد الدولة على هذا بالذهاب إلى أصفهان لمقابلة نظام الملك نفسه - متخذًا طريقًا ملتويًا لتجنب جوهر عين - والترافع عن قضية والده. كانت جهوده ناجحة: في عام 1079 تم التوفيق بين الطرفين رسميًا وأعاد الخليفة تعيين بني جهير. وأبرموا الاتفاقية بترتيب زواج بين عميد الدولة وحفيدة نظام الملك (زوجة عميد الدولة السابقة، وهي ابنة نظام الملك)، التي توفيت أثناء الولادة عام 1077 م. انتهى الأمر بتعزيز العلاقات بين العائلتين الوزاريتين.
بعد بضع سنوات، في عام 1081 م، أرسل الخليفة فخر الدولة إلى أصفهان للتفاوض على الزواج من ابنة ملك شاه. في النهاية، كان عليه أن يذهب إلى والدتها بالتبني تركان خاتون، التي لم تكن مهتمة في البداية لأن الحاكم الغزنوي قدم عرضًا أفضل. تفاوض الطرفان وتوصلا أخيرًا إلى اتفاق، فرضت فيه تركان خاتون شروطًا ثقيلة على الخليفة العباسي: في مقابل الزواج من الأميرة السلجوقية، سيدفع المقتدي 50000 دينار ذهبي بالإضافة إلى 100000 دينار إضافية كمهر، وسيتخلى عن زوجاته الحاليات ومحظياته، وسيوافق على عدم إقامة علاقات جنسية مع أي امرأة أخرى. من خلال الموافقة على هذه الشروط، كان فخر الدولة يضع المقتدي في وضع غير مؤاتٍ للغاية بينما أفاد السلاجقة أيضًا بشكل كبير، إذ ستنقص أعداد العباسيين حتى الغزو المغولي.
في هذه المرحلة، يبدو أن بني جهير كانوا مهتمين بشكل متزايد بالعمل مع السلاجقة. بعد أن طردهم المقتدي في عام 1083 م، انتهى بهم الأمر إلى الانضمام مباشرة إلى الإدارة السلجوقية. إن ظروف إقالتهم من مناصبهم غير واضحة إلى حد ما، إذ قدم المؤرخون روايات مختلفة. ففي رواية سبط بن الجوزي، أصبح المقتدي يشك في بني جهير، مما دفعهم إلى المغادرة إلى خراسان دون طلب إذن رسمي؛ أثار هذا المزيد من شكوك المقتدي وطردهم بأثر رجعي بعد مغادرتهم. ثم كتب إلى السلاجقة، يأمرهم على وجه التحديد بعدم توظيف بني جهير في إدارتهم. وفي رواية ابن الأثير، اقترب السلاجقة في مرحلة ما من المقتدي وطلبوا توظيف بني جهير بأنفسهم، ووافق المقتدي. بينما لم يقدم البنداري أي تفاصيل عن عملية إطلاق النار نفسها، لكنه كتب بدلًا من ذلك أن السلاجقة أرسلوا ممثلين للقاء بني جهير في بغداد (وليس في خراسان). ومهما كانت التفاصيل المحددة، فقد مرّ المقتدي بسلسلة من المرشحين ليحلوا محل بني جهير قبل أن يستقر في النهاية على أبي شجاع الروذرواري وزيرًا جديدًا له.
تحت قيادة السلاجقة، أجرى فخر الدولة ترتيبات مع ملك شاه لغزو الأراضي التي يحكمها المروانيون. قاد بعض قوات ملك شاه خلال الحملة، والتي تبين أنها أكثر صعوبة مما كان متوقعًا بسبب تدخل الحاكم العقيلي للموصل مسلم بن قريش، وقد كان الحاكم العقيلي قلقًا بشدة من السلاجقة، حيث حدثت مناوشات بسيطة بينهما سابقًا، مما دفعه للتفكير لحماية المروانيين حيث كان يرى أنه بما أن المروانيين لم يثيروا أي مشاكل مع السلاجقة، ولكن السلاجقة يريدون قتالهم وغزوهم، فسيأتي الدور على العقيليين إذ قد حدثت مناوشات سلجوقية معهم سابقًا. ساعد كل من عميد الدولة وشقيقه الكافي زعيم الرؤوساء أبو القاسم علي والدهما خلال هذه الحملة. كانت هناك حصارات لميافارقين وآمد وحصون أخرى، وانتهت الحملة أخيرًا بالنجاح في عام 1085 م. ووفقًا لابن الأثير، أعطى ملك شاه فخر الدولة السيطرة الإدارية على ديار بكر ومنحه الحق في إعلان الخطبة (خطبة الجمعة) باسمه إلى جانب اسم ملك شاه، بالإضافة إلى الحق في سك العملات المعدنية باسمه عليها بالإضافة إلى اسم ملك شاه. ومع ذلك، سرعان ما أصبح فخر الدولة غير محبوب واستُبدل بنهاية العام. وفي عام 1089 م، مُنح عميد الدولة حقوق جباية الضرائب على ديار بكر؛ وفي الوقت نفسه، عُين فخر الدولة حاكمًا على الموصل، مسقط رأسه، حيث توفي في العام التالي عام 1090 م.
في العام التالي، أقنع نظام الملك الخليفة العباسي المقتدي بتعيين عميد الدولة وزيرًا له، ليحل محل الروذرواري مرة أخرى. ترك عميد الدولة ديار بكر تحت سيطرة أخيه الكافي. خدم الكافي لاحقًا لفترة وجيزة كوزير لتتش عندما تولى ديار بكر بعد وفاة ملك شاه. وفي الوقت نفسه، ظل عميد الدولة وزيرًا للعباسيين حتى عام 1099 م أو 1100 م عندما أُقيل من منصبه وسجنه السلطان السلجوقي بركياروق. هناك روايات مختلفة لسقوط عميد الدولة، في إحداها، عرض مؤيد الملك، الذي خلف والده نظام الملك كوزير سلجوقي، الوزارة العباسية على العز، وتعاون الاثنان لإبعاده عن منصبه دون تدخل من بركياروق. وفي رواية أخرى، طرد بركياروق نفسه عميد الدولة وغرّمه "مبلغًا ضخمًا" لاختلاسه أموال الحكومة قبل سجنه. على أي حال، توفي عميد الدولة في السجن بعد فترة وجيزة، في عام 1100 م.
بعد سقوط الدولة العباسية، خدم شقيقه الكافي وزيرًا للخليفة العباسي المستظهر من 1102/3 حتى 1106/7 م ثم مرة أخرى من 1108/9 حتى 1113/4 م. وكان آخر عضو بارز معروف من بني جهير هو نظام الدين أبو نصر المظفر، الذي خدم أستاذًا ثم وزيرًا للخليفة من 1140/1 حتى 1146/7 م.